# Émile Bongiorni
Émile Bongiorni (Boulogne-Billancourt, Isla de Francia, 19 de marzo de 1921-Turín, 4 de mayo de 1949) fue un futbolista francés. Se desempeñaba en la posición de delantero. Fue uno de los futbolistas que fallecieron en la Tragedia de Superga.

## Selección nacional
Fue internacional con la selección de fútbol de Francia en 5 ocasiones y marcó 2 goles. Debutó el 6 de diciembre de 1945 en un encuentro amistoso ante la selección de Austria que finalizó con marcador de 4-1 a favor de los austriacos.

## Clubes
| Club           | País    | Año       |
| -------------- | ------- | --------- |
| C. A. Paris    | Francia | 1938-1942 |
| Paris-Capitale | Francia | 1942-1943 |
| Racing Club    | Francia | 1944-1948 |
| Torino F. C.   | Italia  | 1945-1949 |

## Palmarés

### Campeonatos nacionales
| Título          | Club        | País    | Año     |
| --------------- | ----------- | ------- | ------- |
| Copa de Francia | Racing Club | Francia | 1944-45 |